# Jean Dubach
Pour les articles homonymes, voir Dubach.
Jean Dubach, né le 28 février 1930, est un arbitre suisse de football.

## Carrière
Il a officié dans des compétitions majeures : 
- Coupe de Suisse de football 1975-1976 (finale)
- Coupe d'Asie des nations de football 1976 (finale)
- Coupe du monde de football de 1978 (1 match)